# Contrôle d'accès (télévision)
Pour les articles homonymes, voir Contrôle d'accès, CA et CAS.
 (septembre 2022).
Si vous disposez d'ouvrages ou d'articles de référence ou si vous connaissez des sites web de qualité traitant du thème abordé ici, merci de compléter l'article en donnant les références utiles à sa vérifiabilité et en les liant à la section « Notes et références ».
Le contrôle d'accès ou accès conditionnel (en anglais, conditional access - CA ou conditional access system - CAS) désigne en télédiffusion un système permettant de limiter l'accès de certaines chaînes, programmes ou services à un ou plusieurs abonnés ou usagers.
Il associe équipements de diffusion ou de transmission, appareils de réception ou terminaux de communication, décodeurs TV, déchiffreurs avec le support d'identification individuel (carte d'abonnement, contrôle d'adresse IP, logiciels et base de données mis à jour...).
Le contrôle d'accès est soit intégré (Simulcrypt), soit optionnel avec un Module d'accès conditionnel (ou CAM) externe glissé dans l'interface commune ou Multicrypt. Il est parfois associé à un système d'exploitation, dit de navigation (par exemple : OpenTV, MediaHighway, NSD...).

## En exploitation
Certains des contrôles d'accès connaissent régulièrement des mises à jour imposant un changement de carte à puce, voire une mise à niveau du logiciel d'exploitation du récepteur utilisé. Ces mesures visent à combattre les risques de piratage.
Une partie de ceux étant ou ayant été exploités en Europe :
- Astoncrypt (système compatible avec les chaînes diffusées en Mediaguard)
- Mediaguard (groupe Canal+, AB Sat, Cyfra) et son moteur d'interactivité MediaHighway
- Viaccess (Canalsat,Aljazeera Sport+, SSR, AB Sat, HRT, VIASAT, SVT…)
- Irdeto (Nova, ART, Orbit)
- Discret 11 (Canal+, Canalsat) France
- Cryptoworks (Viacom, JSTV)
- Nagravision 3 (D+, Digital+)
- Skycrypt (BSkyB)
- Conax (Canal Digital, Telenor)
- Icecrypt (Free-X TV)
- SatMessenger (Messagerie emails)
- TPScrypt (anciennement utilisé par TPS)
- Videoguard (Sky Italia)
- Betacrypt (Showtime Arabia)

Les autres contrôles d'accès :
- Accessgate
- AlphaCrypt
- B-CAS
- BetaCrypt
- BISS
- China Crypt
- Codicrypt
- CoreCrypt
- CryptOn
- DG-Crypt
- DigiCipher
- DreamCrypt
- EasyCas
- Eurocrypt
- EuroDec
- Griffin
- KeyFly
- Carmageddon (Nagra)
- Aladin (Nagravision)
- Merlin (Nagravision)
- Neotioncrypt
- OmniCrypt
- PowerVu
- RAS (Remote Authorisation System)
- RossCrypt
- RusCrypto
- Safeview
- T-crypt
- ThalesCrypt
- Verimatrix
- VideoCrypt
- NDS Videoguard
- X-Crypt
- Z-Crypt

## Liste des contrôles d'accès

### Systèmes analogiques
- EuroCrypt
- Nagravision
- Videocipher
- VideoCrypt

### Systèmes numériques
| CA ID                                | Nom                                   | Développé par                                       | Commercialisation | Niveau de Sécurité                                                                             | Notes                                                                      |
| ------------------------------------ | ------------------------------------- | --------------------------------------------------- | ----------------- | ---------------------------------------------------------------------------------------------- | -------------------------------------------------------------------------- |
| 0x4800                               | Accessgate                            | Telemann                                            |                   |                                                                                                |                                                                            |
| 0x4A20                               | AlphaCrypt                            | AlphaCrypt                                          |                   |                                                                                                |                                                                            |
| ?                                    | B-CAS                                 |                                                     |                   |                                                                                                | Au Japon exclusivement                                                     |
| 1702, 1722, 1762                     | BetaCrypt 1                           | BetaTechnik \ Beta Research (Filiale de KirchMedia) |                   | Déchiffré                                                                                      | Modifié par Irdeto                                                         |
| 0x1710                               | BetaCrypt 2                           | BetaTechnik \ Beta Research (Filiale de KirchMedia) |                   | Déchiffré                                                                                      | Modifié par Irdeto                                                         |
| 0x2600                               | BISS                                  | European Broadcasting Union                         |                   | Déchiffré                                                                                      |                                                                            |
| 0x4900                               | China Crypt                           | CrytoWorks (Chine) (Irdeto)                         |                   |                                                                                                |                                                                            |
| 0x22F0                               | Codicrypt                             | Scopus Network Technologies                         |                   | Fiable                                                                                         |                                                                            |
| 0x0B00                               | Conax CAS 5                           | Norwegian Telekom                                   |                   |                                                                                                |                                                                            |
| 0x0B00                               | Conax CAS 7                           | Norwegian Telekom                                   |                   |                                                                                                |                                                                            |
| ?                                    | CoreCrypt                             |                                                     |                   |                                                                                                |                                                                            |
| 4347                                 | CryptOn                               | CryptOn                                             |                   |                                                                                                |                                                                            |
| 0D00, 0D02, 0D03, 0D05, 0D07, 0D20   | Cryptoworks                           | Philips CryptoTec                                   |                   | Anciennes cartes déchiffrées                                                                   |                                                                            |
| 0x4ABF                               | DG-Crypt                              | Beijing Compunicate Technology Inc.                 |                   |                                                                                                |                                                                            |
| 0x0700                               | DigiCipher 2                          | Jerrold \ GI \ Motorola 4DTV                        |                   |                                                                                                | Non compatible DVB                                                         |
| 0x4A70                               | DreamCrypt                            | Dream Multimedia                                    |                   |                                                                                                |                                                                            |
| 0x4A10                               | EasyCas                               | Easycas                                             |                   |                                                                                                |                                                                            |
| 0464                                 | EuroDec                               | Eurodec                                             |                   |                                                                                                |                                                                            |
| 5501                                 | Griffin                               |                                                     |                   |                                                                                                |                                                                            |
| 0x0606                               | Irdeto 1                              | Irdeto                                              | 199?              |                                                                                                |                                                                            |
| ox0602, 0604, 0606, 0608, 0622, 0626 | Irdeto 2                              | Irdeto                                              | 2000              | Déchiffrement partiel; artes Zeta et Kappa fiables (introduites en 2006 et 2008 respectivement |                                                                            |
| 0x06XX                               | Irdeto 3                              | Irdeto                                              | 2010              | Fiable                                                                                         |                                                                            |
| 0x4AA1                               | KeyFly                                | SIDSA                                               |                   |                                                                                                |                                                                            |
| 0x0100                               | Seca Mediaguard 1                     | SECA                                                |                   |                                                                                                |                                                                            |
| 0x0100                               | Seca Mediaguard 2                     | SECA                                                |                   | Déchiffrement partiel                                                                          |                                                                            |
| 1800, 1801, 1810, 1830               | Nagravision                           | Nagravision                                         | 2003              | Déchiffré                                                                                      |                                                                            |
| 1801                                 | Nagravision Carmageddon               | Nagravision                                         |                   |                                                                                                | Combination of Nagravision with BetaCrypt                                  |
| 1702, 1722, 1762, 1801               | Nagravision Aladin                    | Nagravision                                         | Déchiffré         |                                                                                                |                                                                            |
| 1801                                 | Nagravision 3 - Merlin                | Nagravision                                         | 2007              | Fiable                                                                                         |                                                                            |
| 0x4AD4                               | OmniCrypt                             | Widevine Technologies, Inc.                         | 2004              |                                                                                                | Utilisé seulement par les chaînes diffusant des vidéos pornographiques     |
| 0x0E00                               | PowerVu                               | Scientific Atlanta                                  |                   |                                                                                                |                                                                            |
| 0x0E00                               | PowerVu +                             | Scientific Atlanta                                  |                   |                                                                                                |                                                                            |
| 0x1000                               | RAS (Remote Authorisation System)     | Tandberg Television                                 |                   |                                                                                                | Système professionnel. Non disponible pour le domaine public               |
| 0x4AE0                               | RossCrypt                             | Digi Raum Electronics Co. Ltd.                      |                   | Fiable                                                                                         |                                                                            |
| 0101                                 | RusCrypto                             |                                                     |                   |                                                                                                |                                                                            |
| 4A60, 4A61, 4A63                     | SkyCrypt \ Neotioncrypt \ Neotion SHL | AtSky \ Neotion                                     | 2003              |                                                                                                |                                                                            |
| ?                                    | T-crypt                               |                                                     |                   |                                                                                                |                                                                            |
| 0x4A80                               | ThalesCrypt                           | TPS                                                 |                   |                                                                                                | Modifié par Viaccess. A été développé après que TPScrypt eut été déchiffré |
| 0x0500                               | TPScrypt                              | France Télécom                                      |                   | Déchiffré                                                                                      | Modification par Viaccess et utilisable conjointement à Viaccess 2.3       |
| 0x0500                               | Viaccess "1" 2.3                      | France Télécom                                      |                   | Déchiffré                                                                                      |                                                                            |
| 0x0500                               | Viaccess "2" 2.4                      | France Télécom                                      | 2002              | Déchiffré                                                                                      |                                                                            |
| 0x0500                               | Viaccess "2" 2.5                      | France Télécom                                      | 2003              | Déchiffré                                                                                      |                                                                            |
| 0x0500                               | Viaccess "2" 2.6                      | France Télécom                                      | 2006              | Déchiffré                                                                                      |                                                                            |
| 0x0500                               | Viaccess "3" 3.0                      | France Télécom                                      | 2007              | Partiellement Déchiffré                                                                        |                                                                            |
| 0x0500                               | Viaccess "4" 4.0                      | France Télécom                                      | 2008              | Fiable                                                                                         |                                                                            |
|                                      | VideoCrypt I                          | News Datacom                                        |                   |                                                                                                |                                                                            |
|                                      | VideoCrypt II                         | News Datacom                                        |                   |                                                                                                |                                                                            |
|                                      | VideoCrypt-S                          | News Datacom                                        |                   |                                                                                                |                                                                            |
| 0911, 0919, 0960, 0961               | NDS Videoguard 1                      | NDS                                                 |                   |                                                                                                |                                                                            |
| 0911, 0919, 0960, 0961               | NDS Videoguard 2                      | NDS                                                 |                   |                                                                                                |                                                                            |
| 4AD0, 4AD1                           | X-Crypt                               | XCrypt Inc.                                         |                   |                                                                                                | Utilisé uniquement par les chaînes diffusant des vidéos pornographiques    |
| 5500 \ 4AE0                          | Z-Crypt \ DRE Crypt                   | Digi Raum Electronics                               |                   | Fiable                                                                                         |                                                                            |
| 0x4B00                               | Safeview                              | Safeview                                            | 2006              | Secure                                                                                         |                                                                            |